# Different Gear, Still Speeding
Different Gear, Still Speeding es el álbum debut de la banda de rock británica Beady Eye. El mismo fue producido por Steve Lillywhite y fue lanzado en Reino Unido en el 28 de febrero de 2011, en Japón, 5 días antes.
El álbum se filtró en internet el 14 de febrero de 2011 vía Twitter.

## Lista de canciones
| N.º | Título                              | Escritor(es)   | Duración |  |
| 1.  | «Four Letter Word»                  | Andy Bell      | 4:16     |  |
| 2.  | «Millionaire»                       | Andy Bell      | 3:20     |  |
| 3.  | «The Roller»                        | Gem Archer     | 3:55     |  |
| 4.  | «Beatles and Stones»                | Liam Gallagher | 2:57     |  |
| 5.  | «Wind Up Dream»                     | Gem Archer     | 3:27     |  |
| 6.  | «Bring the Light»                   | Liam Gallagher | 3:39     |  |
| 7.  | «For Anyone»                        | Liam Gallagher | 2:16     |  |
| 8.  | «Kill for a Dream»                  | Andy Bell      | 4:43     |  |
| 9.  | «Standing On the Edge of the Noise» | Gem Archer     | 2:53     |  |
| 10. | «Wigwam»                            | Liam Gallagher | 6:39     |  |
| 11. | «Three Ring Circus»                 | Gem Archer     | 3:09     |  |
| 12. | «The Beat Goes On»                  | Andy Bell      | 4:44     |  |
| 13. | «The Morning Son»                   | Liam Gallagher | 6:06     |  |

### iTunes Bonus Track
| N.º | Título                      | Escritor(es)            | Duración |  |
| 14. | «Man of Misery»             | Liam Gallagher          | 2:38     |  |
| 15. | «Sons of the Stage (Cover)» | Gordon King, Tony Ogden |          |  |

### Edición japonesa
| N.º | Título                      | Escritor(es)                     | Duración |  |
| 14. | «Sons of the Stage (Cover)» | Gordon King, Tony Ogden          | 4:49     |  |
| 15. | «World Outside My Room»     | L. Gallagher, G. Archer, A. Bell | 4:20     |  |

### Edición especial
La edición europea y americana, en formato especial en CD y DVD incluye:
| N.º | Título                        | Duración |  |
| 1.  | «"RAK Them Out - Documental"» |          |  |
| 2.  | «"Bring the Light - Video"»   | 3:41     |  |
| 3.  | «"Four Letter Word - Video"»  | 4:22     |  |
| 4.  | «"Sons of the Stage - Video"» | 4:46     |  |

A excepción de la versión japonesa, en donde aparece añadido el video de "The Roller". Por otra parte, también territorio japonés, se presenta una versión conocida como: "Limited Tour Edition, acompañado de un concierto de Beady Eye en París el 13 de marzo del 2011, el cual contiene 12 canciones cantadas durante 52 minutos y el video "The Beat Goes On".

## Grabación
El disco comenzó a gestarse antes de la formación de la banda más precisamente en la gira de Dig Out Your Soul. Antes de que Oasis se terminara, Gem y Andy hicieron algunos demos durante las horas libres de la gira, a menudo con Liam.
Pasado solo unos días del incidente de París la banda comenzó a trabajar en RAK Studios, en Londres. Luego de escritas seis canciones aparece en escena el prestigioso productor Steve Lillywhite. El proceso de grabación fue rápido, en tan solo tres meses se grabó y mezcló todo el disco, Gem alabaría la manera de trabajar de Steve: "Vas al estudio, empiezas a tocar, y él se encarga de que no pierdas el espíritu, lo que es realmente importante, creo que me sentía con 16 años otra vez". Según los miembros de la banda la grabación del disco fue mucho más distendida que con Noel. Liam grabaría las voces durante el proceso de grabación y no al final como en Oasis, Gem pudo tocar la guitarra en todas las canciones, con Oasis en los temas de Noel no lo hacía, el resultado fue un «reparto democrático de tareas» según Andy, Liam la definiría como «una anarquía organizada».

## Fecha de lanzamiento
| Región                | Fecha                 | Discográfica       |
| --------------------- | --------------------- | ------------------ |
| Japón                 | 27 de febrero de 2011 | Sony Music Japón   |
| Alemania e Irlanda    | 25 de febrero de 2011 | Beady Eye Records  |
| España                | 28 de febrero de 2011 | Beady Eye Records  |
| Reino Unido           | 28 de febrero de 2011 | Beady Eye Records  |
| Estados Unidos/Canadá | 1 de marzo de 2011    | Dangerbird Records |
| Australia             | 11 de marzo de 2011   | Liberation Music   |
| Brasil                | 18 de marzo de 2011   | Sony Music         |

## Recepción
Las reseñas fueron altamente positivas, según Metacritic el álbum obtuvo un puntaje acumulado de 65/100.
Simon Goddard (4/5), crítico de "Q" describió al disco como la mejor grabación de Liam a la fecha desde (What's the Story) Morning Glory?, Garry Mulholland (3/5), crítico de Uncut negó que el álbum remotamente contenga alguna coincidencia con Definitely Maybe, pero lo definió como un paso en la dirección correcta. "Mojo" (8/10) resalto la voz de Gallagher como el punto más alto en el álbum. "The Fly" (2/5) lo definió como aburrido, aunque resaltaba algunas piezas, mientras que "Scotland on Sunday" agregó que la banda perdió un compañero en la composición, refiriéndose a Noel Gallagher. "The Sun" alabó la simplicidad del álbum, citando a "Bring the Light" como una positiva sorpresa, comentario también apreciado de parte de "NME". El álbum en general superó las expectativas. "Mojo" remarco que "el álbum estuvo mejor de lo que muchos imaginaron", "Q" publicó que el disco que "diezmó todos los prejuicios negativos".

### Listas semanales
| Lista(2011)                             | Número más alto |
| --------------------------------------- | --------------- |
| Australia (ARIA)                        | 18              |
| Austria (Ö3 Austria)                    | 14              |
| Bélgica (Ultratop flamenca)             | 14              |
| Bélgica (Ultratop valona)               | 20              |
| Canadá (Billboard Canadian Albums)      | 20              |
| Dinamarca (Hitlisten)                   | 27              |
| Países Bajos (Album Top 100)            | 7               |
| Finlandia (Suomen Virallinen Lista)     | 20              |
| Francia (SNEP)                          | 32              |
| Alemania (Offizielle Top 100)           | 15              |
| Irlanda (IRMA)                          | 3               |
| Italia (FIMI)                           | 10              |
| Nueva Zelanda (Recorded Music NZ)       | 35              |
| Noruega (VG-lista)                      | 30              |
| Escocia (Scottish Albums Chart)         | 2               |
| South Korean Albums (Gaon)              | 12              |
| España (PROMUSICAE)                     | 13              |
| Suecia (Sverigetopplistan)              | 21              |
| Suiza (Schweizer Hitparade)             | 7               |
| Reino Unido (UK Albums Chart)           | 3               |
| Estados Unidos (Billboard 200)          | 31              |
| Estados Unidos (Top Alternative Albums) | 4               |
| Estados Unidos (Top Rock Albums)        | 7               |

## Personal
| Beady Eye - Liam Gallagher (Voz, guitarra acústica) - Gem Archer (Guitarra, piano, bajo, coros) - Andy Bell (Guitarra rítmica, bajo, coros) - Chris Sharrock (Batería) Personal Adicional - Nonvula Walinga – coros en tracks 6 y 8 - Victoria Akintola –coros en tracks 6 y 8 - Steve Lillywhite – producción - Jonathan Shakhovskoy – ingeniero, mezcla - Rich Cooper – asistente - Helen Atkinson – asistencia en Reproducción y grabación de sonido - John Davis – Masterización - Lawrence Watson – Fotografía - Paul Heywood – Fotografía - Steve Gullick – Fotografía - House@Intro – Arte de la portada |